# Aéroport George F. L. Charles de Sainte-Lucie
L'aéroport George F. L. Charles (anciennement aéroport de Vigie) (code IATA : SLU • code OACI : TLPC) est le plus petit des deux aéroports à Sainte-Lucie, l'autre étant l'Aéroport international d'Hewanorra. Il est situé à 2 km au nord de Castries, la capitale. Cet aéroport est géré par l'Air and Ports Authority de Sainte-Lucie (SLASPA). Sa piste longe une plage vierge, la Plage de Vigie, qui est une attraction touristique populaire.

## Histoire
L'aéroport a été rebaptisé le 4 août 1997 en l'honneur d'un homme politique de Sainte-Lucie Sir George Frederick-Laurent Charles (1916-2004).

## Situation
| Vigie Hewanorra Vieux Fort Castries |

## Trafic

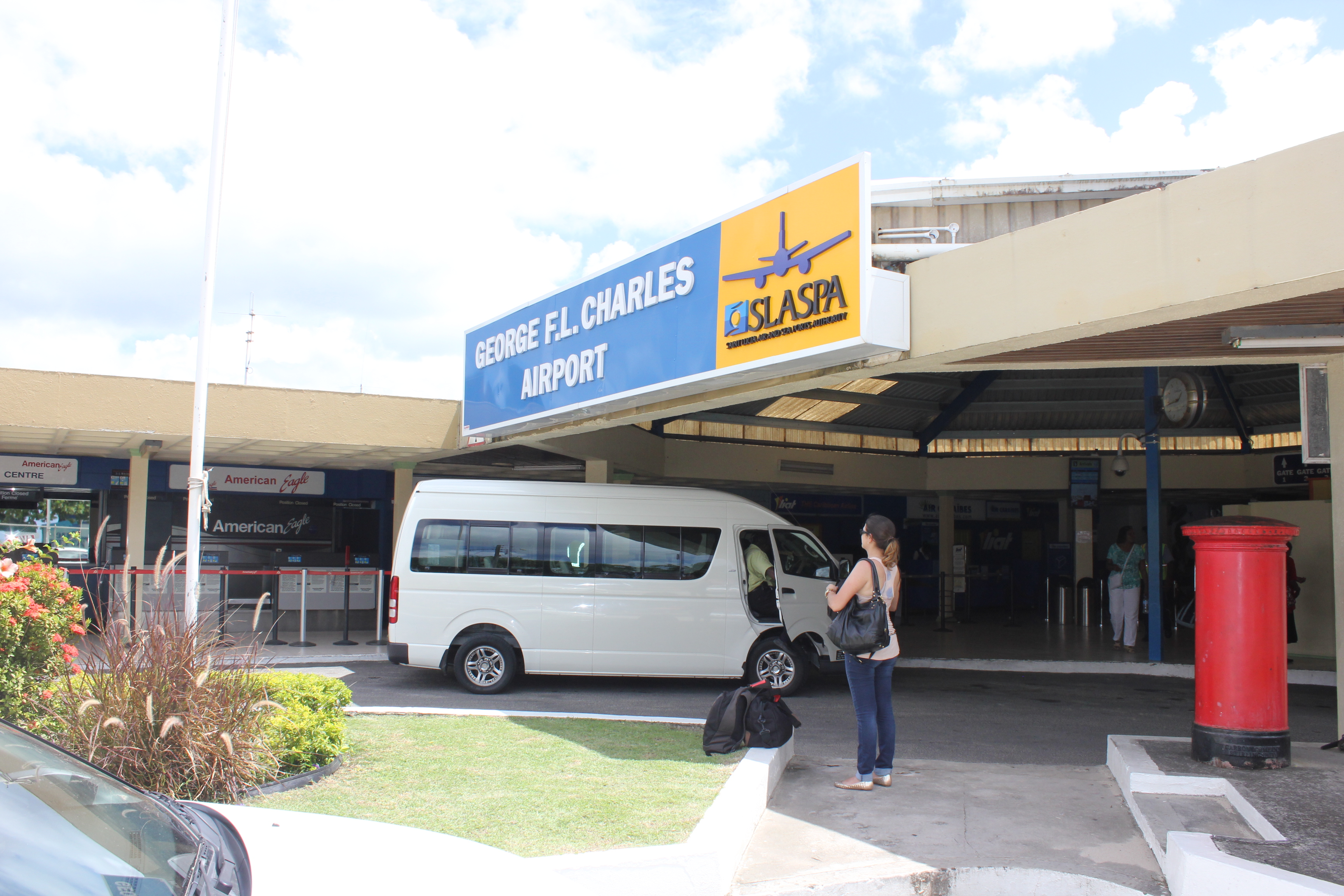
Entrée de l'aéroport George F. L. Charles.

En moyenne, George F. L. Charles réalise 32 000 vols par an pour 394 000 passagers. La plupart de ces vols se font en turbopropulseur avec des avions tels que l'ATR 72-500 ou le Bombardier Dash 8. 
L'aéroport n'a actuellement pas prévu d'avion gros-porteur. Les gros-porteurs à Sainte-Lucie se posent sur l'Aéroport International de Hewanorra, sur la partie sud-est de l'île. Caribair (Puerto Rico) exploitait en 1970 des McDonnell Douglas DC-9-30 avec des vols sans escale vers la Barbade et Pointe-à-Pitre, en Guadeloupe, Antigua, Port-d'Espagne, San Juan, Porto Rico, Sainte-Croix et Saint-Thomas.

## Compagnies aériennes
Les compagnies aériennes suivantes exploitent des vols à George F. L. Charles Airport:

### Passagers
| Compagnies             | Destinations                                                                                      |
| ---------------------- | ------------------------------------------------------------------------------------------------- |
| Air Antilles           | Martinique A. Césaire                                                                             |
| Air Caraïbes           | Martinique A. Césaire                                                                             |
| Air Sunshine           | Dominique - Douglas-Charles                                                                       |
| Caribbean Airlines     | Port-d'Espagne - Piarco                                                                           |
| InterCaribbean Airways | Dominique - Douglas-Charles                                                                       |
| LIAT                   | Saint John's-V. C. Bird, Bridgetown-Grantley-Adams, Port-d'Espagne - Piarco, Saint-Vincent-Argyle |

Édité le 03/05/2019

### Hélicoptère
St Lucia helicopters,y est basé avec 3 AS 350 écureuil. Ils proposent des tours et également navettes (shuttles) vers l'aéroport international plus au sud de l'île.

## Les Accidents et les incidents
Le 8 novembre 2015, un Beechcraft Modèle 99, enregistré N7994H, s'est écarté de la piste, dans une zone herbeuse après un dysfonctionnement du train d'atterrissage droit. Le seul occupant de l'aéronef, le pilote, n'a pas été blessé. 